# Семипалатинская и Павлодарская епархия
Семипала́тинская и Павлода́рская епархия — епархия Русской Православной Церкви, существовавшая в 1911—1955 годах.

## История
Первоначально Семипалатинск входил в состав Тобольской епархии, учреждённой на Московском соборе в 1720 году.
Учреждена 4 октября 1911 года как викариатство Омской епархии.
В 1923 году Семипалатинское викариатство было преобразовано в самостоятельную епархию. Пресеклась в 1937 году в связи с массовыми репрессиями в отношении духовенства; в 1943 году её территория вошла в состав Новосибирской епархии.
В 1947 году Семипалатинская епархия была возобновлена, выделением из Новосибирской и Барнаульской епархии территории Семипалатинской, Павлодарской и Восточно-Казахстанской областей.
В 1955 году епархия была ликвидирована. Все приходы Русской Православной Церкви на территории Казахской ССР были подчинены епископу Алматинскому и Казахстанскому.

## Названия
- Семипалатинская
- Семипалатинская и Устькаменогорская (1928—1937),
- Семипалатинская и Павлодарская (1948—1955)

## Епископы
Семипалатинское викариатство
- Киприан (Комаровский) (4 декабря 1911 — осень 1922)
- Алексий (Буй) (весна — октябрь 1925)
- Иннокентий (Никифоров) (30 ноября 1925 — 22 августа 1928)

Семипалатинская епархия
- Иннокентий (Никифоров) (4 сентября 1928 — 31 марта 1936)
- Арсений (Смоленец) (17 сентября — конец 1935) от назначения отказался
- Фотий (Пурлевский) (20 марта — 23 сентября 1936)
- Александр (Щукин) (сентябрь 1936 — 30 октября 1937)
- Палладий (Шерстенников) (29 октября 1947 — 18 ноября 1948)
- Варсонофий (Гриневич) (18 ноября 1948 — 31 октября 1950)
- Варфоломей (Городцов) (31 октября 1950—1951) в/у, митр. Новосибирский
- Николай (Могилевский) (1951 — 25 октября 1955) в/у, архиеп. Алма-Атинский